# Edi Ziegler
Edi Ziegler   (Schweinfurt, 25 de febrer de 1930 - Múnic, 20 de març de 2020) va ser un ciclista alemany, que fou professional entre 1957 i 1959. Anteriorment, com a ciclista amateur, va prendre part en els Jocs Olímpics de 1952 de Hèlsinki, en què guanyà la medalla de bronze de la prova en línia, per darrere els belgues André Noyelle i Robert Grondelaers.

## Palmarès
- 1951
  - 1r a la Volta a Colònia amateur
- 1952
  -  als Jocs Olímpics de Hèlsinki de la prova en línia
- 1953
  -  Campió d'Alemanya amateur
  - 1r a Int. Ernst-Sachs-Gedachtnis-Rennen
  - 1r a la Rund um die Hainleite
- 1955
  - 1r a la Volta a Colònia amateur
- 1956
  - 1r a la Volta a Colònia amateur
  - 1r a Int. Ernst-Sachs-Gedachtnis-Rennen